# Pacatuba (ort i Brasilien, Ceará, Pacatuba, lat -3,98, long -38,62)
Pacatuba är en ort i Brasilien.   Den ligger i kommunen Pacatuba och delstaten Ceará, i den östra delen av landet, 1 700 km nordost om huvudstaden Brasília. Pacatuba ligger 72 meter över havet och antalet invånare är 55 291.
Terrängen runt Pacatuba är kuperad åt nordväst, men åt sydost är den platt.Runt Pacatuba är det ganska tätbefolkat, med 185 invånare per kvadratkilometer.. Närmaste större samhälle är Maracanaú, 11,9 km norr om Pacatuba. 
Omgivningarna runt Pacatuba är huvudsakligen savann.